# Arch Enemy
Arch Enemy je švédská deathmetalová skupina založená roku 1996 kytaristou ze skupiny Carcass – Michaelem Amottem.

## Historie

### Formování
Skupinu v původní sestavě založil Michael Amott spolu se svým mladším bratrem Christopherem, ke kterým se připojil zpěvák Johan Liiva a bubeník Daniel Erlandsson. V roce 1998 byl do skupiny přijat basák Martin Bengtsson a bubeník Peter Wildoer a v této nové sestavě vydali album Stigmata. Tímto albem si získali popularitu jak v Evropě tak i v Americe. Bylo to jejich první celosvětově vydávané album.

### Album Burning Bridges
Daniel Erlandsson se vrátil zpět k bicím v roce 1999. Vyšlo album Burning Bridges a nedlouho po něm i Burning Japan Live 1999, jehož prodej měl být omezen jen pro Japonsko, ale později bylo vydáno celosvětově. Album Burning Bridges znamenalo změnu - bylo melodičtější, než předešlá alba.

### Angela Gossow
Johan Liiva byl v roce 2001 požádán, aby od skupiny odešel. Michael Amott usoudil, že Johan není přiměřený zbytku skupiny a chtěl více „dynamického“ frontmana. Nahradila ho Angela Gossow, amatérská žurnalistka a deathmetalová zpěvačka z Kolína nad Rýnem, od které Michael toho roku dostal, během jednoho interview, její demonahrávku. První album po přijetí Angely bylo Wages of Sin. V prosinci 2001 se zúčastnili „Japan's Beast Feast 2002“, kde účinkovali i Motörhead a Slayer.
Album Anthems of Rebellion bylo vydáno v roce 2003 a přineslo některé inovace do jejich hudebního projevu, jako je například dvojhlas ve skladbě „End of the Line“. V listopadu následujícího roku vydala skupina Arch Enemy album Dead Eyes See No Future, které obsahovalo i coververze některých skladeb od Megadeth, Manowar a Carcass. V červnu 2005 skupina dokončila nahrávání šestého alba Doomsday Machine.
V červenci 2005 kytarista Christopher Amott opustil skupinu, aby se mohl víc věnovat svému osobnímu životu. Na jeho místo nastoupil Fredrik Åkesson, kterého v roce 2007 znovu Christopher vystřídal.
Vydání nového alba Rise of the Tyrant pro rok 2007 mělo předznamenat EP Revolution Begins. EP vyšlo 7. září, 2007 a album mělo být vydáno 25. září 2007. Přes P2P se album Rise of the Tyrant dostalo už 27. července 2007
V březnu 2014 se rozhodla Angela ze skupiny odejít. Jak uvedla, chce se více věnovat rodině a jiným zájmům. Na webu skupiny uvedla: „Zůstávám věrná metalu, jen opouštím záře reflektorů, abych tak řekla. Předávám pochodeň nesmírně talentované Alissa White-Gluz, která je jednak skvělá zpěvačka, ale také má blízká kamarádka. Vždy jsem si říkala, že by si zasloužila šanci zazářit – a tak ji teď dostává. Stejně, jako jsem ji dostala já v roce 2001.“ Angela ale skupinu zcela neopustila, dále ve skupině zůstává jako manažerka.
V roce 2015 byl na pozici sólové kytary přijat kytarista Jeff Loomis, který dříve účinkoval ve skupině Nevermore a také měl svou vlastní sólo dráhu.

## Sestava skupiny
- Alissa White-Gluz – zpěv (od roku 2014)
- Michael Amott – kytara, doprovodný zpěv (od roku 1996)
- Sharlee D'Angelo – basová kytara (od roku 1999)
- Daniel Erlandsson – bicí (1996–1997, od roku 1999)
- Joey Concepcion – kytara (od roku 2023)

## Bývalí členové
- Angela Gossow – zpěv (2001-2014)
- Johan Liiva – zpěv (1996–2001)
- Martin Bengtsson – basová kytara (1997–1998)
- Peter Wildoer – bicí (1997–1998)
- Dick Lövgren – basová kytara na koncertech (1999)
- Roger Nilsson – basová kytara na koncertech (1999–2000)
- Gus G. – kytara na koncertech (2005), jako host na albu Doomsday Machine (skladba "Taking Back My Soul")
- Fredrik Åkesson – kytara (2005–2007)
- Christopher Amott – kytara (1996–2005, 2007–2012)
- Jeff Loomis – kytara (2014–2023)

## Diskografie
- Black Earth (1996)
- Stigmata (1998)
- Burning Bridges (1999)
- Wages of Sin (2001)
- Anthems of Rebellion (2003)
- Doomsday Machine (2005)
- Rise of the Tyrant (2007)
- The Root of All Evil (2009)
- Khaos Legions (2011)
- War Eternal (2014)
- Will to Power (2017)
- Deceivers (2022)
- Blood Dynasty (2025)

Koncertní alba
- Burning Japan Live 1999 (2000)
- Live Apocalypse (2006)
- Tyrants of the Rising Sun (2008)
- As the Stages Burn! (2017)

EP
- Dead Eyes See No Future (2004)
- Revolution Begins (2007)